# Albert Hillenkötter
Albert Hillenkötter (* 12. Februar 1898 in Emsdetten; † 5. März 1965) war ein deutscher Politiker (CDU), Mitglied des Landtages und von 1963 bis zu seinem Tod Landrat des Kreises Steinfurt.

## Leben und Beruf
Nach dem Besuch der Volksschule absolvierte Albert Hillenkötter die Berufsausbildung zum Weber. Als Weber war er von 1912 bis 1925 tätig. Im Zentralverband christlicher Textilarbeiter in Dülmen war er von 1925 bis 1930 Geschäftsführer. Bezirksleiter in Bayern und Mitglied des Hauptvorstandes war er danach bis 1933. Nach vierjähriger Arbeitslosigkeit war er von 1937 bis 1942 als Versicherungsagent und danach bis 1946 als Sparkassenangestellter tätig. Ab 1946 war Hillenkötter Bezirkssekretär und auch Bezirksleiter der Gewerkschaft Textil-Bekleidung in Münster.

## Politik
Nach dem Zweiten Weltkrieg gehörte er zu den führenden Gründungsmitgliedern der CDP im Kreis Steinfurt und war dort ab dem 7. Oktober 1945 eingetragenes Mitglied. Die CDP wurde im Jahr 1946 in CDU umbenannt, in ihr war er als Vorstandsmitglied auf der Orts- und Kreisebene tätig.

## Abgeordneter
Von 1924 bis 1926 war Hillenkötter Gemeindevertreter in Emsdetten. Kreistagsabgeordneter war er von 1928 bis 1930 im Kreis Coesfeld. Vom 13. Oktober 1946 bis 1963 war er Kreistagsmitglied im Kreis Steinfurt und CDU-Fraktionsvorsitzender.
Mitglied des Nordrheinwestfälischen Landtages war er vom 13. Juli 1954 bis zum 5. März 1965. In der 3., 4. und 5. Wahlperiode war er der direktgewählte Abgeordnete im Wahlkreis 80 Steinfurt-Nord. Er schied mit seinem Tode vorzeitig aus dem Landtag aus.